# Brinkmann & Bose
Brinkmann & Bose ist ein unabhängiger Buchverlag mit Sitz in Berlin.
Der Verlag wurde 1980 von Günter Karl Bose und Erich Brinkmann in Berlin gegründet und fünfzehn Jahre gemeinsam geführt. 1995 folgte Bose einem Ruf auf die Professur für Typografie an der Hochschule für Grafik und Buchkunst Leipzig. Seit 1999 wird der Verlag von Erich Brinkmann und Rike Felka geleitet. Der inhaltliche Schwerpunkt des Programms ist Wissenschaftstheorie. 

## Auszeichnungen
Im Jahre 2003 wurde dem Verlag der Förderpreis der Kurt Wolff Stiftung zuerkannt. Anlässlich des 30-jährigen Bestehens hat das Museum für Angewandte Kunst Frankfurt dem Verlag eine Ausstellung gewidmet. 2020 zählte Brinkmann & Bose zu den Preisträgern des Deutschen Verlagspreises.